# Isla Evans
Isla Evans är en ö i Chile.   Den ligger i regionen Región de Magallanes y de la Antártica Chilena, i den södra delen av landet, 2 000 km söder om huvudstaden Santiago de Chile. Arean är 172 kvadratkilometer.
Terrängen på Isla Evans är kuperad. Öns högsta punkt är 673 meter över havet. Den sträcker sig 18,6 kilometer i nord-sydlig riktning, och 14,0 kilometer i öst-västlig riktning.